# Stadion im. Alego Sami Yena
Stadion im. Alego Sami Yena (tur. Ali Sami Yen Stadyumu) – położony w centrum Stambułu stadion, na którym swoje spotkania rozgrywał jeden z najbardziej utytułowanych tureckich zespołów – Galatasaray SK. Stadion nosi nazwę od imienia i nazwiska założyciela Galatasarayu – Ali Samiego Yena.
Obiekt jest położony w centralnej części Stambułu – Mecidiyeköy. Grę na Ali Sami Yen zainaugurowano 14 grudnia 1964 spotkaniem towarzyskim między Turcją i Bułgarią, na którym zanotowano jednocześnie najwyższą w historii obiektu frekwencję – 50 000 widzów. W przeszłości na spotkania przychodziło 40 000 osób, a stadion zyskał przydomek "Piekło" dzięki znakomitej atmosferze wytwarzanej przez kibiców Galatasarayu. W roku 2005 została przeprowadzona renowacja. 12 stycznia 2011 roku na stadionie odbył się ostatni mecz, po czym zostanie rozebrany, a tereny po nim przeznaczone pod budowę kompleksu komercyjno-mieszkaniowego. Drużyna Galatasaray przeniosła się natomiast na zupełnie nowy Türk Telekom Arena.